# Helpis longichelis
Helpis longichelis är en spindelart som beskrevs av Embrik Strand 1915. Helpis longichelis ingår i släktet Helpis och familjen hoppspindlar. Inga underarter finns listade i Catalogue of Life.